# Mohammed Alim Khan
Mohammed Alim Khan (Bukhara, 3 gennaio 1880 – Kabul, 28 aprile 1944) è stato l'ultimo emiro della dinastia Manghit, l'ultima dell'emirato di Bukhara.
Anche se Bukhara era, dal 1873, un protettorato dell'impero russo, l'Emiro presiedeva alle relazioni internazionali del suo emirato come monarca assoluto e regnò dal 3 gennaio 1911 al 30 agosto 1920. Mohammed Alim Khan era un discendente di Gengis Khan, l'ultimo a regnare come sovrano di una nazione.

## Biografia
A tredici anni fu mandato dal padre Abd al-Ahad Khan a studiare per tre anni governo e moderne tecniche militari nella città di San Pietroburgo. Nel 1896, dopo aver ricevuto conferma formale come principe ereditario di Bukhara dal governo russo, tornò in patria.
Dopo aver assistito suo padre nell'amministrazione, fu nominato governatore della regione del Nasef, carica che ricoprì per i successivi dodici anni. Fu poi trasferito nella provincia settentrionale di Karmina, dove governò per altri due anni. Nel 1910 il padre morì e Mohammed Alim Khan gli succedette.
Il governo di Alim Khan cominciò con una promessa: inizialmente dichiarò che non si sarebbe aspettato e non avrebbe più accettato alcun dono e vietò ai suoi ufficiali di chiedere tangenti e di imporre tasse grazie alla propria autorità. Col tempo, però, l'atteggiamento dell'emiro nei confronti di corruzione, tangenti e salari statali cambiò. Il conflitto tra tradizionalisti e riformisti finì con la vittoria dei primi e l'esilio dei secondi a Mosca o a Kazan'. Si pensa che Alim Khan, inizialmente favorevole a modernizzazione e riforme, avesse successivamente capito che, in caso di effettiva attuazione delle riforme, non ci sarebbe stato posto per lui o per i suoi discendenti come sovrani e che, per tale motivo, si fosse spostato su posizioni più tradizionaliste, al pari dei suoi predecessori.
Uno dei più importanti scrittori tagiki, Sadriddin Ayni, scrisse vivaci resoconti della vita sotto l'emiro. Una delle sue opere è intitolata I carnefici di Bukhara ("Jallodon-i Bukhara": Sadriddin era stato frustato per aver parlato tagico).
Alim Khan è stato l'unico sovrano Manghit ad aggiungere il titolo di califfo al suo nome.
Quando l'Unione Sovietica annesse Bukhara nel 1920 e venne proclamata la Repubblica Sovietica di Bukhara, l'emiro fuggì in esilio in Afghanistan, dove morì, a Kabul, nel 1944.

## Vita privata
Sposò nell'aprile del 1902 sua cugina, la figlia di Seyyid Akram Khan, ed ebbe da lei due figli: 
- Seyyid Mir Ibrahim Khan
- Seyyid Mir Sultan Khan

Ebbe inoltre due figli dalle numerose concubine che risiedevano nel suo harem:
- Shahmurad, che si unì all'Armata Rossa dopo aver disconosciuto il padre e consegnato l'emirato all'URSS. Morirà per mano dei tedeschi durante la seconda guerra mondiale.[4]
- Shukria Raad Alimi, che, dopo la conquista dell'Afghanistan da parte dei bolscevichi, nel 1979 andò a vivere negli Stati Uniti. Si sposò ed ebbe due figli.[4][5]